# Marshall Meyer
Marshall Theodore Meyer (Brooklyn, NY, 25 de março de 1930 - Nova York, 29 de dezembro de 1993) foi um conhecido rabino conservador norte-americano e ativista de renome internacional dos direitos humanos.

## Biografia
Marshall T. Meyer nasceu no 25 de março de 1930 na Brooklyn, Nova York. Ele estudou na Universidade de Dartmouth graduando-se em 1952. Em 1958 recebeu sua ordenação rabínica. Recebeu seu doutorado em filosofia da religião na Universidade de Columbia e na Union Theological Seminary.

## Argentina
Marshall T. Meyer viveu 25 anos na Argentina, onde fundou o Instituto Superior de Estúdios Religiosos, na revista Majzor, e fundou o Seminário Rabínico Latino-americano, o mais importante da América Latina, a partir do qual a saída que leva rabinos de toda a região. Ele era o líder da mais importante transformação cultural dos judeus americanos Latina do século XX e fundou mais de vinte comunidades judaicas na Argentina, como na Comunidad Bet El na Buenos Aires. Nele dezenas de rabinos servir as comunidades de língua espanhola da América Latina e do resto do mundo são ordenados. Desde a sua criação até 2009, 83 rabinos, incluindo oito mulheres rabinas, foram encomendados pelo Seminário, rabinos e rabínica trabalhando diferentes comunidades da Argentina, Uruguai, Chile, Peru, Brasil, Colômbia, Porto Rico, Venezuela, México, Paraguai, Bolívia, República Dominicana, El Salvador e Estados Unidos.
Como um ativista é considerado um símbolo da luta contra a ditadura por su trabalho de direitos humanos. Ele era um membro da Assembleia Permanente para Direitos Humanos (Asamblea Permanente por los Derechos Humanos) e fundou o Movimento Judaico para os Direitos Humanos (Movimiento Judío por los Derechos Humanos). Quando ligado vida democrática fez parte da Comissão Nacional sobre o Desaparecimento de Pessoas. Foi sua ideia colocar o título de Nunca Más ao relatório final porque foi o slogan usado originalmente por sobreviventes do Gueto de Varsóvia para repudiar as atrocidades nazistas.
Meyer voltou para Estados Unidos em 1984, para ensinar na Universidade de judaísmo em Los Angeles, onde foi o vice-presidente. Foi Diretor do Instituto Latino-Americano do Conselho Mundial de Sinagogas (World Council of Sinagogues). Ele aceitou a posição de Rabbi Congregação Bnai Jeshurun na cidade de Nova York, a segunda mais antiga sinagoga Ashkenazi na cidade, com a missão de restaurar a congregação. Lá, ele fundou um abrigo para moradores de rua e ofereceu comida para pacientes com HIV. Em 1984, ele dirigiu o Missão dos direitos humanos na Nicarágua. Em 1985 foi premiado com o «People of the Book Humans Rights Award» por sua defesa incansável dos direitos humanos.
Meyer morreu de câncer no 29 de dezembro de 1993 na Nova York.